# Gerhoh de Reichersberg
Gerhoh ou Gerhoch de Reichersberg (Gerhohus Reicherspergensis), né à Polling en 1092 ou 1093 et mort à Reichersberg le 27 juin 1169, est un théologien médiéval allemand d'importance. Il était prévôt de l'abbaye de Reichersberg (de) et chanoine régulier.

## Biographie
Gerhoh étudie à Freising, Moosburg et Hildesheim. En 1119, l'évêque Hermann d'Augsbourg l'appelle comme scholasticus à l'école cathédrale de sa ville ; peu après Gerhoh est nommé par Hermann chanoine du chapitre de la cathédrale, alors qu'il n'est que diacre. Peu à peu, Gerhoh adopte une position plus ecclésiale, finissant par se détourner en 1121 de son évêque qui était simoniaque. Gerhoh se réfugie à l'abbaye de Rottenbuch, dans le diocèse de Freising. Après le concordat de Worms (1122), l'évêque Hermann se réconcilie avec le pape Calixte II, et Gerhoh accompagne l'évêque au premier concile du Latran en 1123. À son retour de Rome, Gerhoh démissionne du chapitre de la cathédrale et avec son père et ses deux demi-frères rejoint les chanoines réguliers de Rottenbuch en 1124.
L'évêque Conrad Ier de Ratisbonne l'ordonne prêtre en 1126 et lui donne la paroisse de Cham qu'il abandonnera plus tard sous la pression des partisans des Hohenstaufen contre lesquels il s'était levé au synode de Wurtzbourg en 1127. Il retourne à Ratisbonne et en 1132 l'archevêque Conrad Ier d'Abensberg (de) le nomme prévôt de l'abbaye de Reichersberg, à l'avantage spirituel et matériel de l'abbaye. L'archevêque Conrad l'envoie plusieurs fois en mission à Rome; en 1143, il accompagne le cardinal Guido di Castello (futur pape Célestin II) avec Arnaud de Brescia à son ambassade en Bohême et en Moravie.
Eugène III (1145-1153) tient Gerhoh en haute estime, mais les relations de Gerhoh avec les successeurs de ce pape sont moins faciles. À l'occasion du conclave de 1159 qui oppose le pape Alexandre III à l'antipape Victor IV (1159-1164) et provoque un schisme jusqu'en 1178, Gerhoh prend le parti d'Alexandre III, mais seulement après une longue hésitation. En représailles, le parti impérial l'emprisonne aussitôt. Quant à l'archevêque Conrad, il est condamné au bannissement en 1166 pour ne pas avoir soutenu l'antipape et l'abbaye de Reichersberg est attaquée à plusieurs reprises. Gerhoh prend la fuite et meurt peu après son retour à Reichersberg.
Gerhoh était un réformiste dans l'esprit de la Réforme grégorienne. Il voulait lutter contre le relâchement des ecclésiastiques et pensait que cela ne pouvait se faire sans l'approbation de la communauté.
Rupert de Deutz et Hildegarde de Bingen font partie de ses sources.

## Travaux
Gerhoh a compilé les Annales Reicherspergenses qui couvrent les années 921-1167. Son disciple, Magnus de Reichersberg, poursuit cette œuvre jusqu'en 1195 puis d'autres continuent jusqu'en 1279.
Ses vues réformistes concernant la politique ecclésiale sont diffusées par ses écrits :
- De ædificio Dei seu de studio et cura disciplinæ ecclesiasticæ (P.L., CXCIV, 1187–1336; Ernst Sackur (de), 136-202)
- Tractatus adversus Simoniacos (P.L., 1335–1372; Sackur, 239–272; voir aussi Jaksch in Mittheilungen des Instituts für österreichische Geschichtsforschung, VI [1885], 254-69)
- Liber epistolaris ad Innocentium II. Pont. Max. de eo quis distet inter clericos sæculares et regulares (P.L., CXCIV, 1375–1420; Sackur, 202-239)
- De novitatibus hujus sæculi ad Adrianum IV Papam (morceaux choisis in Grisar et in Sackur, 288-304).
- son œuvre importante rédigée en 1162, De investigatione Anti-Christi libri III [morceaux choisis in P.L., CXCIV, 1443–1480; voir aussi Stülz in Archiv für österreichische Geschichte, XXII (1858), 127–188; morceaux choisis in Scheibelberger, voir ci-dessous; livre I complet in Sackur, 304-395]
- De schismate ad cardinales [Mühlbacher in Archiv für österreichische Geschichte, XLVII (1871), 355–382; Sackur, 399-411]
- son dernier écrit est De quarta vigilia noctis [Oesterreichische Vierteljahresschrift für kath. Theologie X (1871), 565–606; Sackur, 503-525].

Il laisse incomplet son Commentarius in Psalmos (P.L., CXCIII, 619–1814; CXCIV, 1-1066) qui offre un éclairage intéressant pour l'histoire de cette période. Cela est particulièrement vrai pour son commentaire sur le psaume LXIV qui apparaît séparément sous le titre de Liber de corrupto Ecclesiæ statu ad Eugenium III Papam (P.L., CXCIV, 9-120); Sackur, 439-492).
L'on peut lire aussi des travaux polémiques et des lettres s'opposant à la christologie d'Abélard, de Gilbert de la Porrée, et de l'évêque Eberhard de Bamberg; d'autres traitent des erreurs de Folmar, prévôt de Triefenstein, à propos de la Sainte Eucharistie.
Son attribution concernant son écrit Vitæ beatorum abbatum Formbacensium Berengeri et Wirntonis, O.S.B., est déniée par Wattenbach. L'édition Migne des travaux de Gerhoh est incomplète et comporte des erreurs. Les écrits de Gerhoh qui sont importants pour l'histoire de cette période ont été publiés par Sackur dans les Monumenta Germaniæ Historica: Libelli de lite imperatorum et pontificum, III (Hanovre, 1897), 131-525; également par Friederich Scheibelberger, Gerhohi Opera adhuc inedita (Linz, 1875).